# Theo van Hoytema

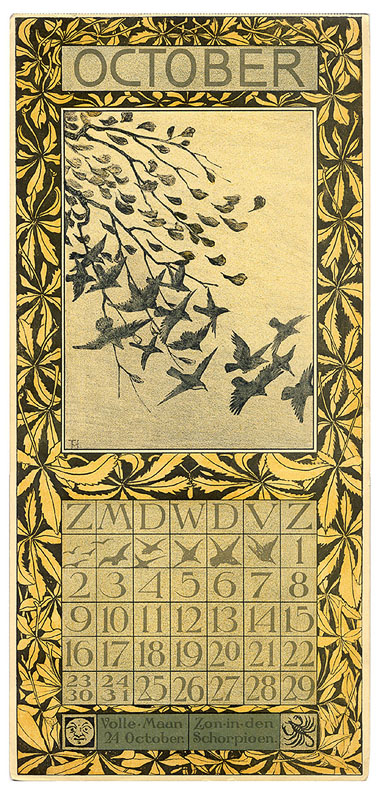
Kalenderblad oktober 1904

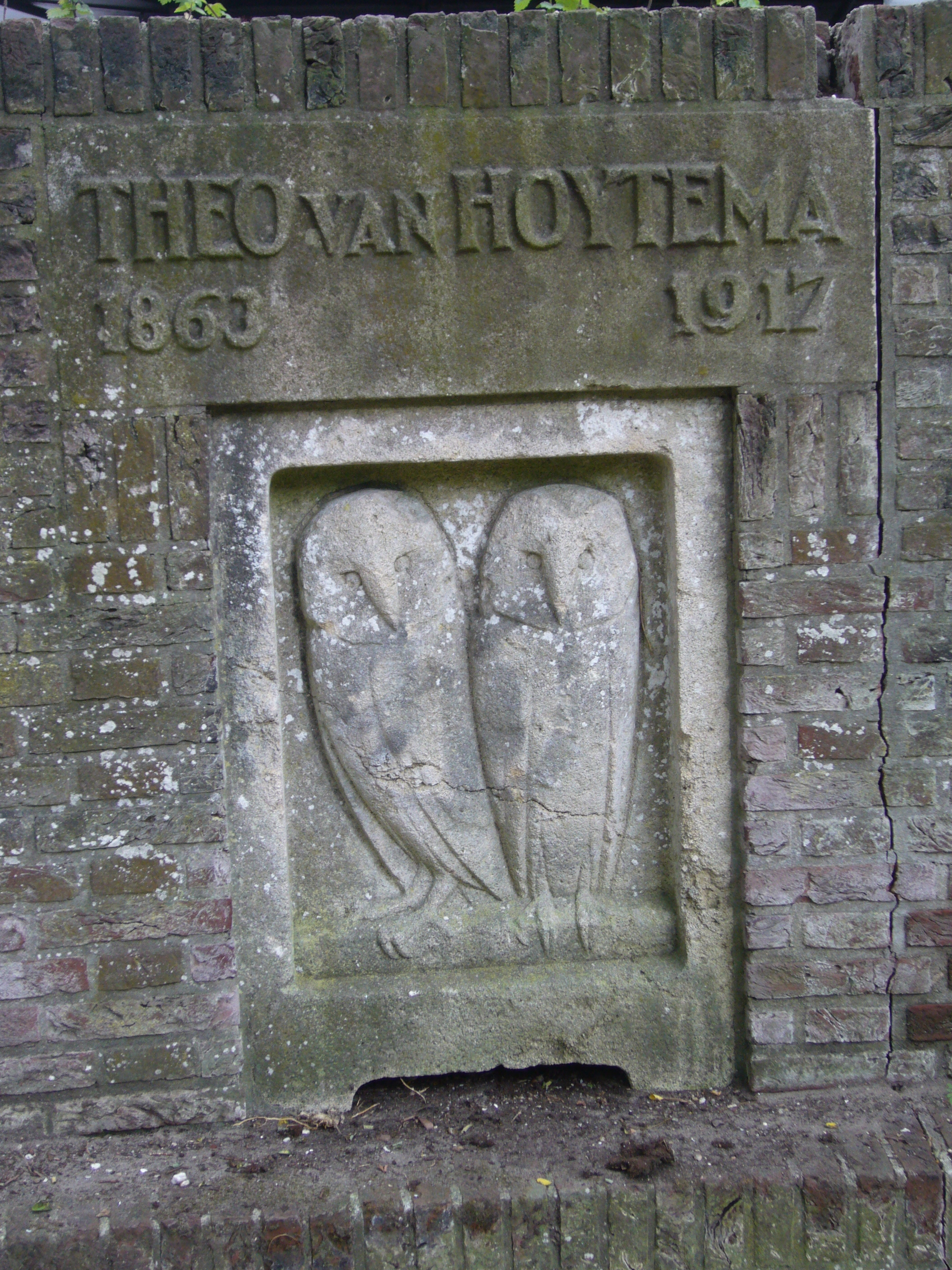
Monument op Van Hoytemaplein

Theodoor van Hoytema (Den Haag, 18 december 1863 – aldaar, 28 augustus 1917) was een Nederlands tekenaar, lithograaf en grafisch ontwerper. Hij is vooral bekend om zijn lithografische plaatjesboeken met vogelverhalen.

## Leven
Van Hoytema stamt uit het geslacht Van Hoytema en was de jongste van acht kinderen van Dominicus van Hoytema en Maria Eva van Oordt. Hij groeide op in Den Haag, maar toen zijn ouders in het begin van de jaren 1870 overleden, verhuisde hij met een aantal broers en zussen naar Klein Stadwijk, een buitenplaats in Voorschoten. Daar kreeg hij zijn eerste tekenlessen van zijn oudste zus Beb. Hij bezocht het Stedelijk Gymnasium in Leiden, maar werd al voor het eindexamen opgenomen in de bankiersfirma van twee oudere broers. Het kantoorleven beviel de rusteloze Van Hoytema niet en in 1886 besloot hij zijn leven in dienst van de kunst te stellen.
Hij volgde tekenlessen aan de Academie van Beeldende Kunsten in Den Haag. Door bemiddeling van zijn oom Adriaan van Oordt, directeur van uitgeverij Brill kon hij terecht bij het Zoölogisch Museum in Leiden. Daar illustreerde hij in de jaren 1889-1890 enkele wetenschappelijke werken. In deze periode begon hij te experimenteren met lithografie. Hij beschilderde ook wanden van de sociëteit te Gorinchem. Hij was bevriend met Herman Heuff, die een leerling van hem was.
In 1890 woonde hij tijdelijk in Pax Intribus, een tuinhuis van kasteel Binckhorst. In 1891 trouwde hij met Martina (Tine) Hogervorst. Ze gingen in Loosduinen wonen. Het huwelijk bleef kinderloos en hield geen stand.
In 1892 werd hij lid van de Haagsche Kunstkring en in 1893 ook van Arti et Amicitiae. Tot zijn trouwe vriendenkring behoorden Willem van Konijnenburg, Simon Moulijn, Albert Plasschaert, Rik Roland Holst en Jacobus Gerardus Veldheer. In 1894 verhuisde hij naar Voorburg en in 1897 naar Hilversum. Hij was rusteloos, en logeerde bij zijn zuster en ook bij zijn broer in Londen. Zijn gezondheid was broos; hij werd in 1904-1905 verpleegd in een ziekenhuis en in 1906 in een sanatorium voor zenuwzieken. Daarna woonde hij in Den Haag bij zijn zuster, die hem de rest van zijn leven verzorgde. In die periode maakte hij de kalenders die hem later beroemd maakten. In 1913 ging hij een paar keer naar Texel met Theo Meisner en Laurent Verwey.
Van Hoytema en zijn echtgenote stonden model voor de hoofdpersonen van de roman 'Leo en Gerda' (1911) van Aeg. W. Timmerman, die bedoeld was om de hele Tachtigerbeweging te portretteren.

## Werk
In 1891 verscheen zijn eerste - later beroemd geworden - prentenboek Hoe de vogels aan een Koning kwamen, op basis van een oude legende. Het werd gedrukt in Den Haag bij S. Lankhout en Co. In 1893 kwam een tweede prentenboek uit, naar een verhaal van Andersen, Het lelijke jonge eendje.
In 1895 verscheen Uilengeluk, een co-productie met zijn vrouw Tine, die de teksten schreef. Dit boekje werd een internationaal succes. Vervolgens kwam in 1897 Twee Hanen en daarna Vogelvreugd. Alle genoemde titels werden uitgegeven bij C.M. van Gogh in Amsterdam. Deze beroemd geworden prentenboeken verschenen later in herdruk bij uitgeverij A.G. Schoonderbeek te Laren.
Van 1902 - 1917 maakte Van Hoytema de vaak herdrukte kalenders met lithografieën van vogels en andere dieren. Hij ontwierp omslagen voor catalogi en er werden ook meubels en aardewerk naar zijn tekeningen gemaakt.

## Openbare collecties met zijn werk
- Museum Boijmans Van Beuningen, Rotterdam[3]
- Rijksmuseum Amsterdam[4]
- Stedelijk Museum Amsterdam
- Teylers Museum

## Straat en monument
In 1923 werd de nieuw aangelegde Van Hoytemastraat in Den Haag naar hem vernoemd. In het midden van de straat is een pleintje dat in de wandeling Van Hoytemaplein genoemd wordt. Op dit plein werd in 2009 het monument ter nagedachtenis geplaatst dat oorspronkelijk in 1923 aan de Willem Lodewijklaan was opgericht, in 1943 werd afgebroken omdat het binnen een Duitse vestinggordel lag, en in 1956 weer werd herbouwd op dezelfde plek aan deze laan.
Ook de Theodoor van Hoytemastraat in Amsterdam en de Theo van Hoytemastraat in Deventer werden naar hem vernoemd.